# Kế hoạch Sư tử biển
Chiến dịch Sư tử biển (tiếng Đức: Unternehmen Seelöwe) là một chiến dịch quân sự của Đức Quốc xã nhằm tấn công và xâm chiếm Anh Quốc bắt đầu vào năm 1940. Kế hoạch này dựa trên điều kiện tiên quyết là không quân Đức phải làm chủ được không phận trên biển Manche. Sau thất bại của cuộc Không chiến tại Anh Quốc, Chiến dịch Sư tử biển bị đình hoãn vào ngày 17 tháng 9 và không còn dịp đưa vào thực hành.

## Bối cảnh
Sau chiến thắng thần tốc và vẻ vang tại Pháp, bộ tư lệnh Đức cho rằng mặt trận phía tây châu Âu đã kết thúc. Đức đòi Anh Quốc thương lượng ký hòa ước giữa hai bên nhưng Winston Churchill và chính phủ Anh không chấp thuận, tiếp tục phản kháng. Đức bất đắc dĩ phải đặt kế hoạch thôn tính Anh Quốc.
Đại đô đốc Erich Raeder chỉ huy hải quân Đức (Kriegsmarine) đứng đầu cuộc nghiên cứu chiến lược tấn công từ Pháp băng ngang biển Manche sang Anh. Bước quan trọng đầu tiên của kế hoạch là kiềm chế và tiêu diệt Không quân Anh. An ninh của cuộc đổ bộ gồm những công tác: rà hết mìn và thủy lôi do Anh gài trong lòng kênh biển Manche, gài mìn ở hai đầu kênh này không cho hải quân nước ngoài vào, cầm chân lực lượng chủ yếu của hải quân Anh tại biển Bắc và Địa Trung Hải.
Bộ tư lệnh Đức lúc ban đầu dự định tấn công đảo Anh toàn diện với lực lượng đổ bộ rất lớn mạnh, tấn công từ Dorset cho đến Kent. Nhưng kế hoạch này không thực tế vì hải quân Đức không đủ khả năng tiếp vận. Kế hoạch được tỉa nhỏ lại, với cuộc đổ bộ khoảng 67.000 lính thuộc 9 sư đoàn lục quân, và 1 sư đoàn lính dù hỗ trợ. Khu vực dự tính cho cuộc đổ bộ trải dài từ Rottingdean ở phía tây đến Hythe thuộc Kent ở phía đông.
Quân Đức sẽ bắt đầu từ các hải cảng phía tây Pháp kéo sang Anh (Cherbourg đến Lyme Regis, Le Havre đến Ventnor và Brighton, Boulogne đến Eastbourne, Calais đến Folkestone, Dunkirk và Ostend đến Ramsgate). Lính dù sẽ được thả vào Brighton và Dover (xem bản đồ). Một khi kiểm soát xong khu vực bờ biển, quân Đức sẽ tiến về phía bắc chiếm Gloucester và bao vây thủ phủ London. Mục tiêu của cuộc tấn công là vây khốn và pháo kích London chứ không cho quân đánh tràn vào thành phố. Chỉ cần kiểm soát được phần phía nam lãnh thổ đảo Anh cho đến vĩ tuyến 52 là đủ vì tư lệnh Đức nghĩ rằng một khi thủ đô London bị hạ, quân đội tại những phần đất còn lại của Anh sẽ buông súng đầu hàng.
Câu mở đầu của giấy lệnh của Adolf Hitler ngày 16 tháng 7 năm 1940 cho thấy Hitler lo ngại và do dự không nhất thiết muốn tấn công xâm chiếm Anh Quốc: "Tôi đã quyết định cho chuẩn bị đổ bộ tấn công Anh, và khi cần thiết, sẽ thi hành".
Trọng trách nằm trong tay chỉ huy hải quân Erich Raeder và không quân Đức Hermann Göring. Benito Mussolini muốn đem quân Ý sang hỗ trợ nhưng Hitler từ chối. Dầu vậy, phi đoàn Ý (Corpo Aereo Italiano) có tham gia cuộc oanh tạc Anh Quốc.

## Luftwaffe và Chiến dịch Diều hâu tấn công
Chiến dịch Diều hâu tấn công của không quân Đức được đặt ra với mục tiêu ban đầu là ném bom sân bay và đánh bại không quân Anh, giành thế thượng phong trên bầu trời biển Manche, bảo vệ an toàn cho lục quân trên tàu đổ bộ kéo sang. Về sau, mục tiêu của chiến dịch chú tâm ném bom vào London. Không quân Anh lúc đầu bị đánh tơi bời nhưng may nhờ thay đổi chiến thuật của Đức, đủ thời giờ chấn chỉnh tăng cường lực lượng và tiếp tục chống đỡ.

## Hải quân

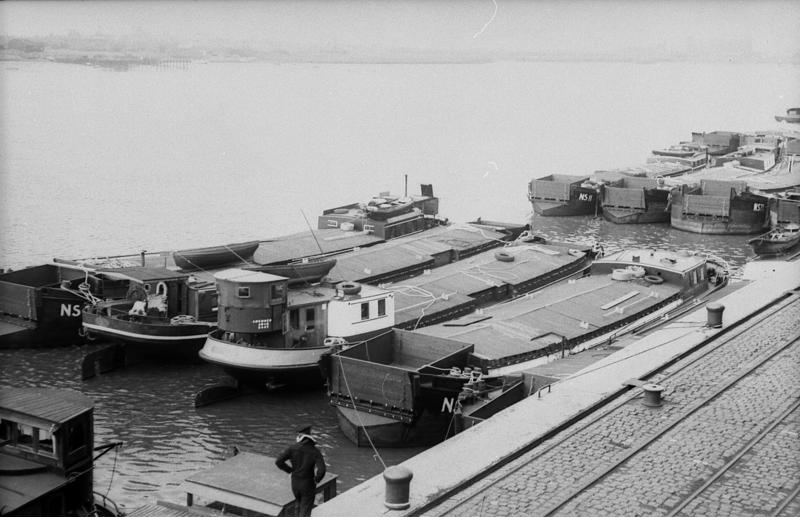
Xuồng phà đổ bộ của Đức

Hải quân Đức lúc này còn rất yếu sau những tổn thất từ chiến trường Na Uy. Một số tàu chiến vẫn phải ở lại tuần tra biển Bắc. Nhiều tàu khu trục bị hư hỏng. Tàu ngầm U-boot nổi tiếng của Đức thì lại không sử dụng được trong biển Manche vì quá cạn, chật chội mà lại có quá nhiều thủy lôi.
Bên phía Anh thì tuy phần lớn lực lượng hải quân bị kéo vào chiến trường Đại tây Dương và Địa trung Hải, phần còn lại cũng vẫn mạnh hơn hẳn hải quân Đức. Mặc dù vẫn có thể bị không quân địch tấn công, hạm đội Anh trên khoảng cách 22 dặm (35 km) của biển Manche vẫn đủ sức tạo khó khăn cho kế hoạch đổ bộ vào Anh của Đức. Quân đội Anh còn dự bị loại vũ khí hơi độc và gây ngạt sẵn sàng tung ra đẩy lui quân Đức.
Hạm đội Pháp lúc bấy giờ được coi như hải quân hạng nhất thế giới - nếu được sử dụng có thể đưa Đức vào thế thượng phong. Nhưng may cho Anh là hạm đội này đã bị quân đội Anh và Pháp tự do phá hủy tại Mers-el-Kébir và Toulon hai năm trước.
Trên thực tế kế hoạch đổ bộ của Đức vào Anh rất khó thành công. Đức không có đủ tàu đổ bộ, phần lớn là loại xuồng phà dùng trong sông - dễ lật khi gặp sóng gió ở biển lại không thể chuyên chở các xe tăng đại bác nặng nề. Cách dễ nhất là tấn công chiếm một hải cảng và từ đó cho tàu chiến kéo sang. Nhưng đây là một mục tiêu chiến thuật khó đạt được vì lực lượng hải quân Anh đang tuần tra vùng biển này quá mạnh.

## Hủy bỏ

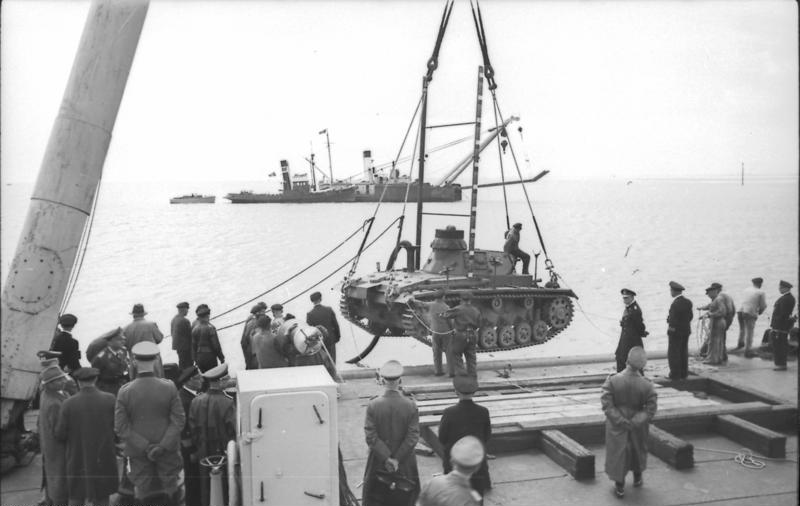
Xe tăng lội nước chuẩn bị cho chiến dịch Sư tử biển

Ngày 17 tháng 9 năm 1940, Hitler họp với chỉ huy không quân Hermann Göring và tham mưu trưởng Gerd von Rundstedt. Hitler quyết định đình hoãn Chiến dịch Sư tử biển vì ít cơ hội thành công. Những lý do chính là không quân Đức thiếu hỏa lực để đánh bại không quân Anh và sự phối hợp giữa hải, không, lục quân Đức trên biển Manche không hoành chỉnh.
Tuy bị đình hoãn, thiết kế các loại cầu nổi cho cuộc đổ bộ vẫn tiến hành và được cho dùng thử tại biển Bắc vào năm 1941 - 1942. Những cầu nổi này sau đó được đem về tồn trữ tại đảo Alderney cho đến năm 1978 mới bị phá hủy.
Trong thời gian này có tin đồn rằng quân Đức kéo sang đổ bộ vào bãi biển tại Shingle Street và bị đánh tan tành. Báo Mỹ viết về sự kiện này nhưng cơ quan chính quyền phủ nhận. Sau này, năm 1993 chính phủ Anh mới chính thức công nhận là đã tung tin đồn này với mục đích tuyên truyền củng cố tinh thần và trấn an nhân dân Anh và các nước Đồng Minh.
Sau cuộc oanh tạc London, Hitler quay sang tấn công Liên Xô. Chiến dịch Sư tử biển bị hủy bỏ nhưng một số đơn vị Đức vẫn nằm chờ tấn công Anh cho đến ngày 13 tháng 2 năm 1942 mới được thuyên chuyển sang các chiến trường khác.

## Cơ hội thành công
Sử gia quân sự ngày nay vẫn tranh cãi cơ hội thành công của Chiến dịch Sư tử biển nếu đã được thực sự tiến hành. Một số cho rằng chiến dịch có thể thành công nếu hải quân Anh không tung toàn lực ra chóng đỡ  và Đức tấn công sớm hơn, vào tháng 7 năm 1940. Một số học giả khác thì cho rằng chiến dịch chắc chắn sẽ thất bại và gây tổn thất không lường được cho Đức.
Ngoài ra tình báo Đức còn đưa những thông tin không chính xác cho bộ chỉ huy - nhất là các cầu trúc địa hình như các cầu và các tuyến đường nhỏ. Nếu quân Đức kéo vào có thể sa lầy vì không biết ngõ ngách xứ lạ.

## Kế hoạch cai trị Anh Quốc

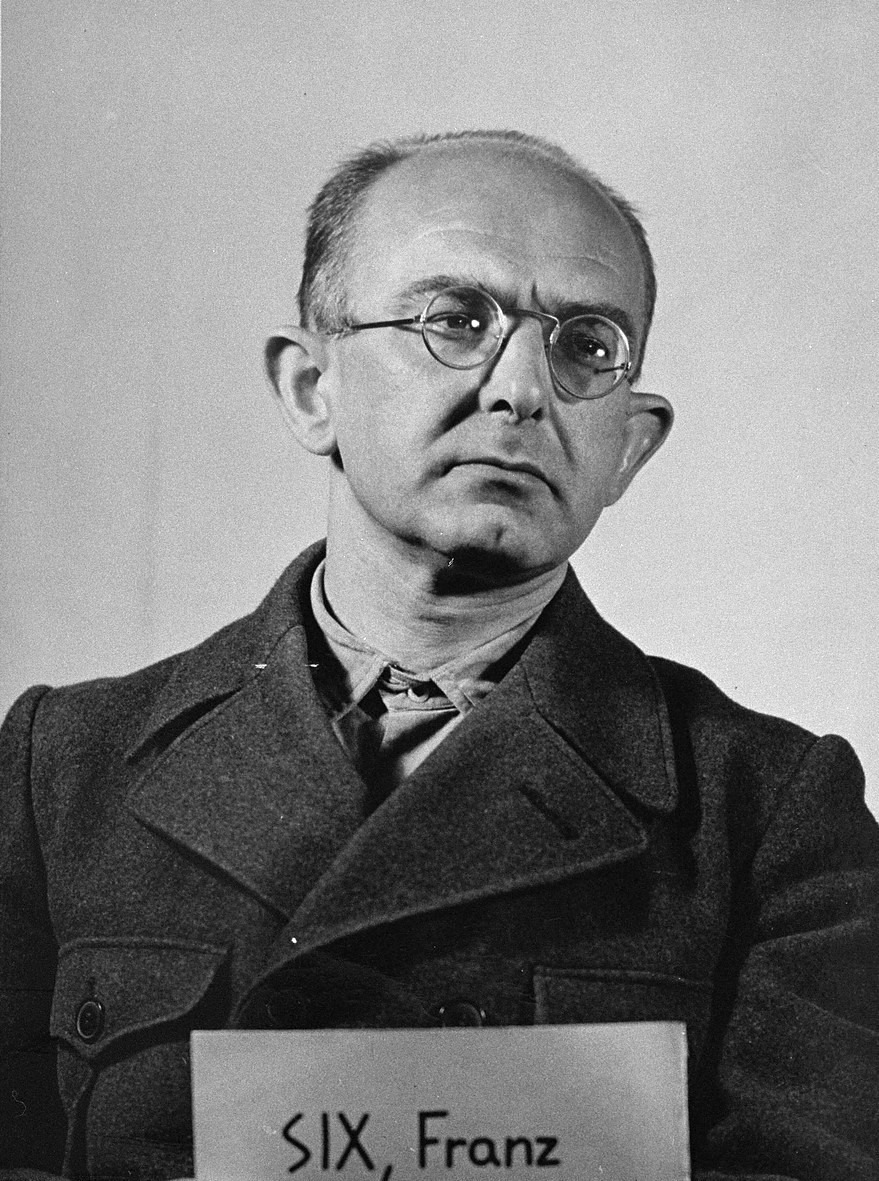
Franz Six

Nếu Chiến dịch Sư tử biển thành công, Đức đã cho thiết lập sẵn một hệ thống chính phủ cai trị do bác sĩ Franz Six cầm đầu. Một khi chiếm xong London, hệ thống chính phủ này sẽ đặt trụ sở gần cơ quan truyền thông Anh. Cảnh sát Đức sẽ theo danh sách trong Quyển sổ đen truy lùng bắt 2.820 người Anh phản Đức. Các tòa soạn báo chí từng phát tin chống Đức sẽ bị đóng cửa. Những người Anh thân Đức như Oswald Mosley và Harold Nicolson sẽ được trọng dụng trong chính thể cai trị này.

## Văn hóa đại chúng
Nhiều sách báo, văn chương, tiểu thuyết đề cập đến giả sử Đức thành công trong việc chiếm đóng nước Anh. 
- Tiểu thuyết và truyện ngắn
  - Against the Day, Through the Night and In the Morning - Michael Cronin
  - Collaborator - Murray Davies
  - SS-GB - Len Deighton
  - Invasion: Alternative History of the German Invasion of England, tháng 7 năm 1940 - Kenneth Macksey
  - Weaver:Time's Tapestry - Stephen Baxter
  - Peace In Our Time - Noel Coward
  - C. S. Forester - truyện ngắn Gold from Crete (1971) phần "If Hitler had invaded England".
  - Resistance  - Owen Sheers
- Phim và TV
  - Bedknobs and Broomsticks (1971)
  - It Happened Here
  - An Englishman's Castle [16]
  - When Hitler Invaded Britain (2004)[17]
  - Hitler's Britain (2002)[18]
  - Alberto Cavalcanti - phim năm 1942 - Went the Day Well?
- Phim video và trò chơi máy tính
  - Turning Point: Fall of Liberty
  - Empire Earth
  - Axis & Allies
  - War Front: Turning Point
  - Panzer General (1994)
  - Seelowe